# Demokratiska alliansen för Egypten
Demokratiska alliansen för Egypten var en kortlivad valallians i Egypten bildad till följd av det folkliga upproret i landet år 2011. Största medlemsparti var Muslimska brödraskapets Frihets- och rättviseparti.

## Historia
Ursprungligen ingick 15 partier i alliansen med alltifrån ultrakonservativa al-Nourpartiet till centerpartier och socialistiska partier. Det liberala Demokratiska Frontpartiet och socialistiska Progressiva nationella unionistpartiet bytte sedan till det mer vänsterinriktade Egyptiska blocket. al-Nourpartiet gick med det konservativa Islamistiska blocket.
Då det egyptiska parlamentsvalet inleddes 28 november 2011 kvarstod endast 11 partier i alliansen. Dessa hade olika ideologiska och politiska plattformar men hade gemensamt en mer nationalistisk och mindre Israelvänlig hållning. Efter valet löstes Demokratiska alliansen snabbt upp och några av dess mindre medlemspartier sökte sig till andra allianser.

## Resultat från parlamentsvalet 2011-2012
I parlamentsvalet november 2011-januari 2012 vann Demokratiska alliansen för Egypten ungefär 37% av rösterna och därmed 127 av totalt 332 mandat reserverade åt partilistor. Följande medlemspartier kom in i parlamentet:
- Frihets- och rättvisepartiet: 116 mandat.
- Värdighetspartiet: 6 mandat.
- Ghad el-Thawrapartiet: 2 mandat.
- Civilisationspartiet: 2 mandat.
- Egyptiska islamiska arbetarpartiet: 1 mandat.

Utöver detta vann Frihets- och rättvisepartiet 101 av Folkförsamlingens mandat reserverade för oberoende kandidater. Därmed blev Demokratiska alliansen det största blocket i parlamentet.